# ラウル・リベラ
ラウル・D・リベラ（Raul D. Rivera、1991年2月5日 - ）は、プエルトリコ・サンフアン出身のプロ野球選手（投手）。右投右打。

## 経歴

### プロ入りとアストロズ傘下時代
2009年のMLBドラフトでヒューストン・アストロズからドラフト37巡目（全体1121位）で指名され、7月28日に契約を結びプロ入りを果たした。8月7日に傘下ルーキー級ガルフ・コーストリーグ・アストロズへ配属された。4試合（3試合に先発）登板し、防御率6.60、0勝2敗、9奪三振を記録した。オフにはプエルトリコのウィンターリーグであるリーガ・デ・ベイスボル・プロフェシオナル・ロベルト・クレメンテ（LBPRC）に参加し、ヒガンテス・デ・カロリーナに所属した。1試合に登板した。
2010年は開幕を傘下ルーキー級アストロズで迎えた。6月22日に60日間の故障者リストに登録された。9月21日に保留選手名簿に登録された。最終的に2試合に登板した。
2011年は前年同様に傘下ルーキー級アストロズで開幕を迎えた。6月20日に60日間の故障者リストに登録された。9月21日に解除された。同年は1試合も登板することなくシーズンを全休した。
2012年は前年同様に傘下ルーキー級アストロズで開幕を迎えた。6月1日に傘下A-級トリシティ・バレーキャッツへ昇格した。6月25日にリハビリのため傘下ルーキー級アストロズへ配属された。7月24日に傘下ルーキー級アストロズへ降格した。最終的に傘下A-級バレーキャッツでは登板することは無く、傘下ルーキー級アストロズでは12試合（6試合で先発）登板し、2勝1敗1セーブ、防御率2.00、35奪三振を記録している。オフには3シーズンぶりにLBPRCに参加し、カロリーナに所属した。7試合（1試合で先発）登板し、1勝0敗、防御率4.06、8奪三振を記録した。
2013年は前年同様に傘下ルーキー級アストロズで開幕を迎えた。9試合に登板し、防御率3.09、9奪三振を記録した。7月17日に傘下ルーキー+級グリーンビル・アストロズへ昇格した。12試合に登板し、4勝3敗、防御率2.14、21奪三振を記録した。オフにはLBPRCに参加し、カロリーナに所属した。9試合（2試合で先発）登板し、防御率2.86、17奪三振を記録した。
2014年は傘下ルーキー+級アストロズで開幕を迎えた。6月13日に傘下A-級バレーキャッツへ昇格した。19試合に登板し、3勝0敗、防御率3.09、32奪三振を記録した。8月24日に傘下A級クァッドシティズ・リバー・バンディッツへ昇格した。3試合に登板した。シーズン終了後の10月31日に解雇された。オフにはLBPRCに参加し、カロリーナに所属した。13試合（6試合で先発）登板し、1勝2敗、防御率2.97、22奪三振を記録した。

### 独立リーグ時代
2015年3月30日に独立リーグであるアメリカン・アソシエーションのウィニペグ・ゴールドアイズと契約を結び、開幕を迎えた。シーズン途中に2015年パンアメリカン競技大会の男子野球プエルトリコ代表に選出された。ゴールドアイズでは16試合に登板し、2勝1敗、防御率5.89、13奪三振を記録した。同年限りで退団。オフにはLBPRCに参加し、カロリーナに所属した。15試合（7試合で先発）登板し、2勝1敗、防御率2.15、26奪三振を記録した。
2016年はアトランティックリーグのシュガーランド・スキーターズとアメリカン・アソシエーションのジョプリン・ブラスターズに所属。オフはLBPRCに参加。
2017年は春から秋まではプロ球団には所属せず、オフはLBPRCに参加。
2018年はアトランティックリーグのトラベリングチームであるロード・ウォーリアーズに所属。オフはLBPRCに参加。
2019年以降はLBPRCでの活動に専念している。

## 詳細情報

### 代表歴
- 2015年パンアメリカン競技大会男子野球プエルトリコ代表